# Toyota Supra
Toyota Supra je sportovní vůz kategorie Gran Turismo vyráběn japonskou automobilkou Toyota v letech 1978–2002 ve čtyřech generacích a od roku 2019 do současnosti v páté generaci. Název „supra“ je odvozen z latinské předpony, která znamená „nad něčím“, „překonat“ nebo „přesáhnout“.
První dvě generace technicky i designově vycházely z menšího modelu Toyota Celica, rozměrově však byly větší. V roce 1986 a od své třetí generace, kódově označené A70, se tehdejší pouhý přídomek Supra oprostil od jména Celica a vozy se nadále již odlišovaly a šlo o dva individuální modely. První tři generace se vyráběly ve městě Tahara v prefektuře Aiči, čtvrtá generace ve městě Tojota v prefektuře Aiči a pátou vyrábí automobilka Magna Steyr v rakouském Štýrském Hradci spolu s technicky spřízněným vozem BMW Z4.
Toyota Supra byla zamýšlená jakožto duchovní nástupce vozu Toyota 2000GT kterým se inspirovala v několika ohledech, hlavně v motoru; první tři generace používaly řadový šestiválec, který byl přímým modernizovaným potomkem motoru v 2000GT. Design interiéru měl taktéž připomínat 2000GT a vozy využívaly několik stejných koncepcí na šasi. Toyota pro Supru zavedla vlastní originální logo, identické s logem Celicy, pouze v jiných barvách, které bylo na vozech prvních tří generací používané místo firemního loga Toyoty.
Toyota ukončila prodej Supry v roce 1998 v Severní Americe a v roce 2002 na zbytku trhů. Název se vrátil v roce 2019, kdy začala být vyráběna pátá generace, společně vyvinutá s automobilkou BMW.

## První generace: Celica Supra I (A40/A50; 1978)
První generace modelu Supra vycházela z velké části z menšího sportovního liftbacku Toyota Celica, ale byla delší o 129,5 mm. Ke zvětšení došlo především na přídi, aby se zde vešel řadový šestiválec namísto čtyřválcového motoru, který byl používán v modelu Celica. Dveře a zadní část byly u obou vozů totožné. Původním plánem Toyoty pro model Supra bylo vytvořit z něj konkurenta v té době velmi populárního vozu Datsun Z.

### Technické specifikace
Výroba započala v dubnu 1978 a prodej byl zprvu zahájen na domácím japonském trhu pod názvem Toyota Celica XX, propagován jako vrcholná výbava klasické Celicy. Supra zde byla nabízena s řadovým šestiválcem o objemu 2,0 litrů a o výkonu 123 koní (92 kW) nebo s řadovým šestiválcem o objemu 2,6 litru o výkonu 110 koní (82 kW). Menší, avšak výkonnější dvoulitrový motor byl po celou dobu prodeje dostupný jen na japonském trhu, aby zdejší kupující nemuseli platit dodatečnou daň podle předpisů o velikosti vozidla a zdvihovém objemu motoru. Oba motory byly vybaveny elektronickým vstřikováním paliva. Nabízené převodovky byly pětistupňová manuální (W50), nebo volitelně čtyřstupňová automatická převodovka (A40D). Hnací ústrojí si zachovalo konfiguraci pevné zadní nápravy řady T z modelu Celica u japonské verze MA45 a u verzí MA46 a MA47 fungovalo zavěšení větší řady F s volitelným samosvorným diferenciálem. Vůz byl také v základu vybaven kotoučovými brzdami na všech čtyř kolech a měl čtyřprvkové zadní zavěšení s vinutými pružinami a stabilizátorem. Přední zavěšení se skládalo ze vzpěr MacPherson a stabilizátoru. Interiér vozu Supra měl v rámci příplatkové výbavy přání elektricky ovládaná okna a elektrické zamykání. Součástí paketu byl také tempomat, speciální obložení dveří a střešní okno.

### Modernizace
V lednu 1979 se vůz začal nabízet na světových trzích, a to pouze s motorem 2,6l. Ještě v tom roce prošel vůz první malou modernizací, která se týkala převážně interiéru, kde se mírně změnil středový panel a analogové hodiny byly nahrazeny digitálními. Na exteriéru se změnil pouze design bočních zrcátek a hliníková kola, do té doby za příplatek, se staly standardní výbavou.

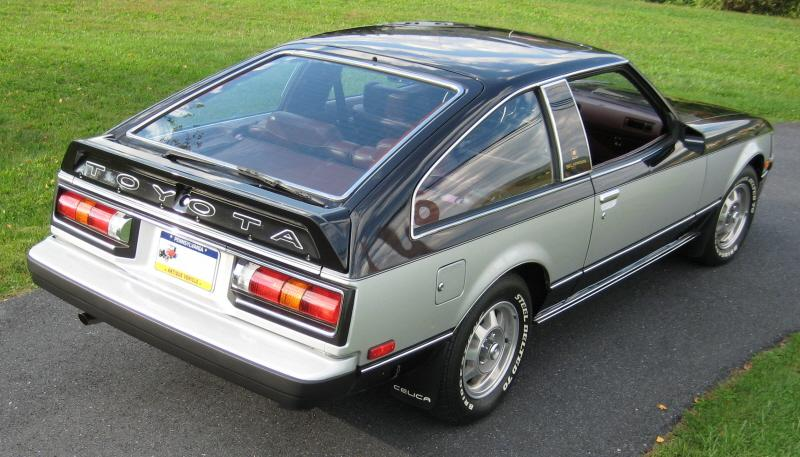
Toyota Celica Supra první generace s paketem Sports Performance

V roce 1980 byl 2,6litrový motor nahrazen 2,8litrovým o výkonu 116 koní (87 kW) a se zrychlením z 0 na 100 km/h za 10,2 sekundy. Modernizována byla také volitelná automatická převodovka na model A43D. Na přání byl k dispozici nový paket Sports Performance, který zahrnoval sportovní odpružení, pneumatiky s ozdobným bílým písmem a přední a zadní spoilery.

## Druhá generace: Celica Supra II (A60; 1981)
V roce 1981 Toyota představila novou generaci modelu Celica a spolu s ní i druhou generaci Celicy Supra. V Japonsku byl vůz nadále prodáván jako Toyota Celica XX, název Supra byl určen pro zahraniční trhy. Vůz stále vycházel z modelu Celica, ale měl nyní více designových odlišností, především na přední části a měl také plně výsuvné přední světlomety. Dalšími rozdíly byl stejně jako u minulé generace řadový šestiválec namísto čtyřválce a také prodloužení délky a rozvoru kvůli většímu motoru. Rodina Celic se dále rozrostla, když společně se standardní Celicou a Celicou Supra/XX Toyota dále na trhl uvedla ještě delší dvoudveřové kupé Soarer a sportovní čtyřdveřový sedan Celica Camry.

### Technické specifikace
Stejně jako u předchozí generace, motor o objemu 2,0 litru byl dostupný pouze na japonském trhu, zatímco pro exportní trh byl montován motor o objemu 2,8 litru, který poskytoval výkon 168 koní (125 kW) na evropských trzích a 145 koní (108 kW) v Severní Americe. Vůz používal systém nezávislého zavěšení, které pro Toyotu navrhl a upravil britský výrobce sportovních automobilů Lotus.

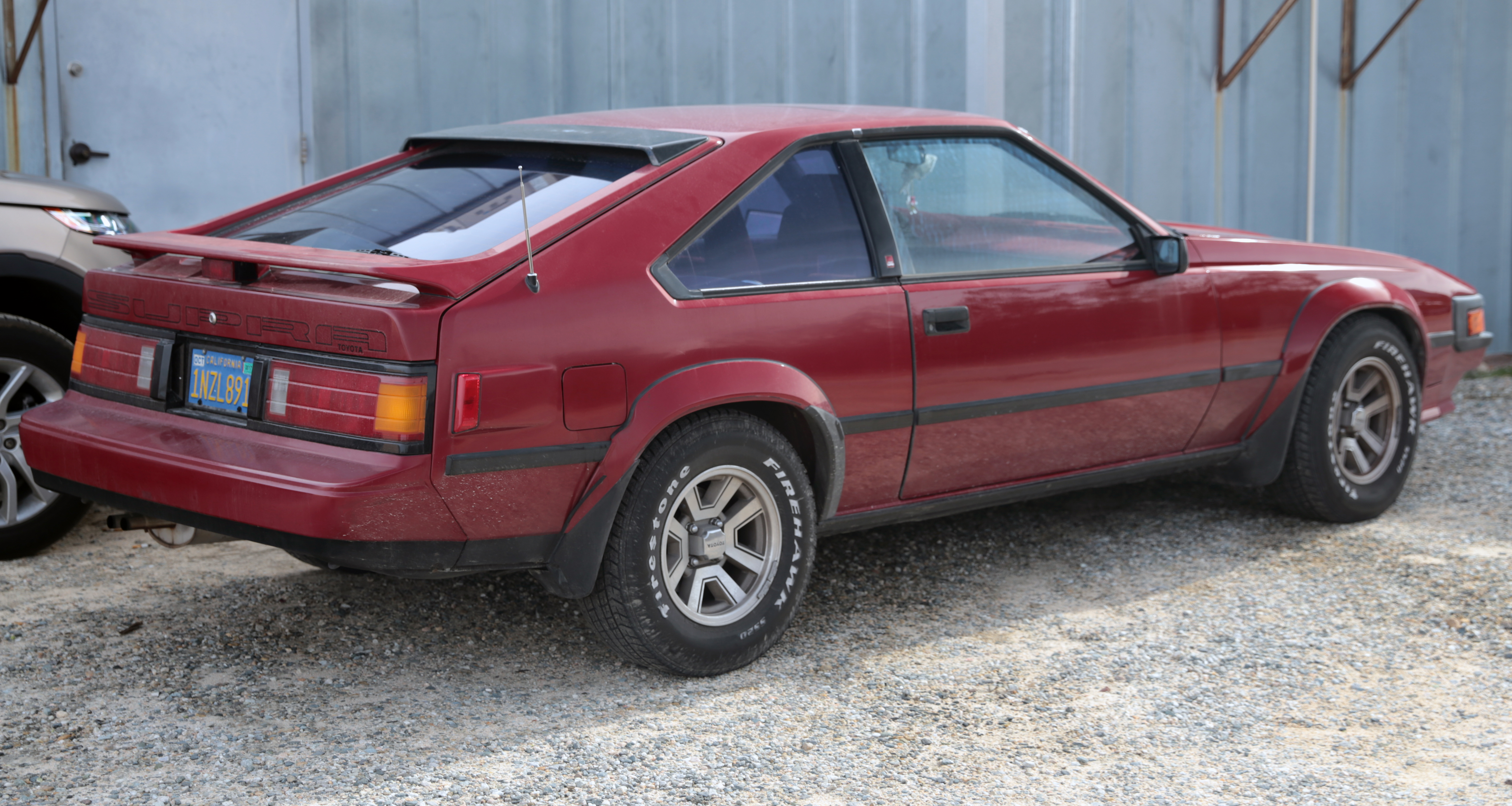
Toyota Celica Supra druhé generace (1986)

Na severoamerickém trhu byla Celica Supra k dispozici ve dvou různých provedeních. Existoval sportovnější „Performance Type“ (typ P) a luxusnější „Luxury Type“ (typ L). Ačkoli byly mechanicky identické, lišily se dostupnou výbavou, velikostí pneumatik, velikostí kol a oplastováním karoserie. Typ P byl standardně vybaven sportovnějšími sedadly nastavitelnými v osmi směrech, zatímco kožený interiér, standardní v typu L, byl k dispozici volitelně až v roce 1983. Zpočátku měl typ Luxury pouze automatickou převodovku a typ Performance manuální. Typ L měl také digitální palubní přístroje, které obsahovaly digitální otáčkoměr, digitální rychloměr a elektronické ukazatele stavu paliva a chladicí kapaliny. Palubní počítač dokázal vypočítat a zobrazit různé údaje, například spotřebu paliva, odhadovaný čas příjezdu a zbývající vzdálenost do cíle. Celica Supra typ L s palubním počítačem byla vybavena také tempomatem. S výjimkou vozů z roku 1982 byly všechny typy P na přání k dispozici s ostřikovači světlometů, ale typy L tuto možnost nikdy neměly. Ačkoli se převodové poměry v průběhu let měnily, všechny typy P byly standardně vybaveny samosvorným diferenciálem.

### Modernizace
V roce 1983 prošel vůz modernizací, při které se zvýšil výkon severoamerické verze na 160 koní a evropské na 180 koní. Na exteriéru se změnilo umístění směrovek, přibyla možnost instalace zadního spoileru, změnil se design zadních světel, klik, kufru a zadního nárazníku, který byl nyní stejné barvy jako zbytek karoserie, namísto černé. Přibyla také možnost dvoubarevného lakování karoserie. V interiéru byl přepracován volant, tempomat, spínač zámků dveří a displej automatické klimatizace.

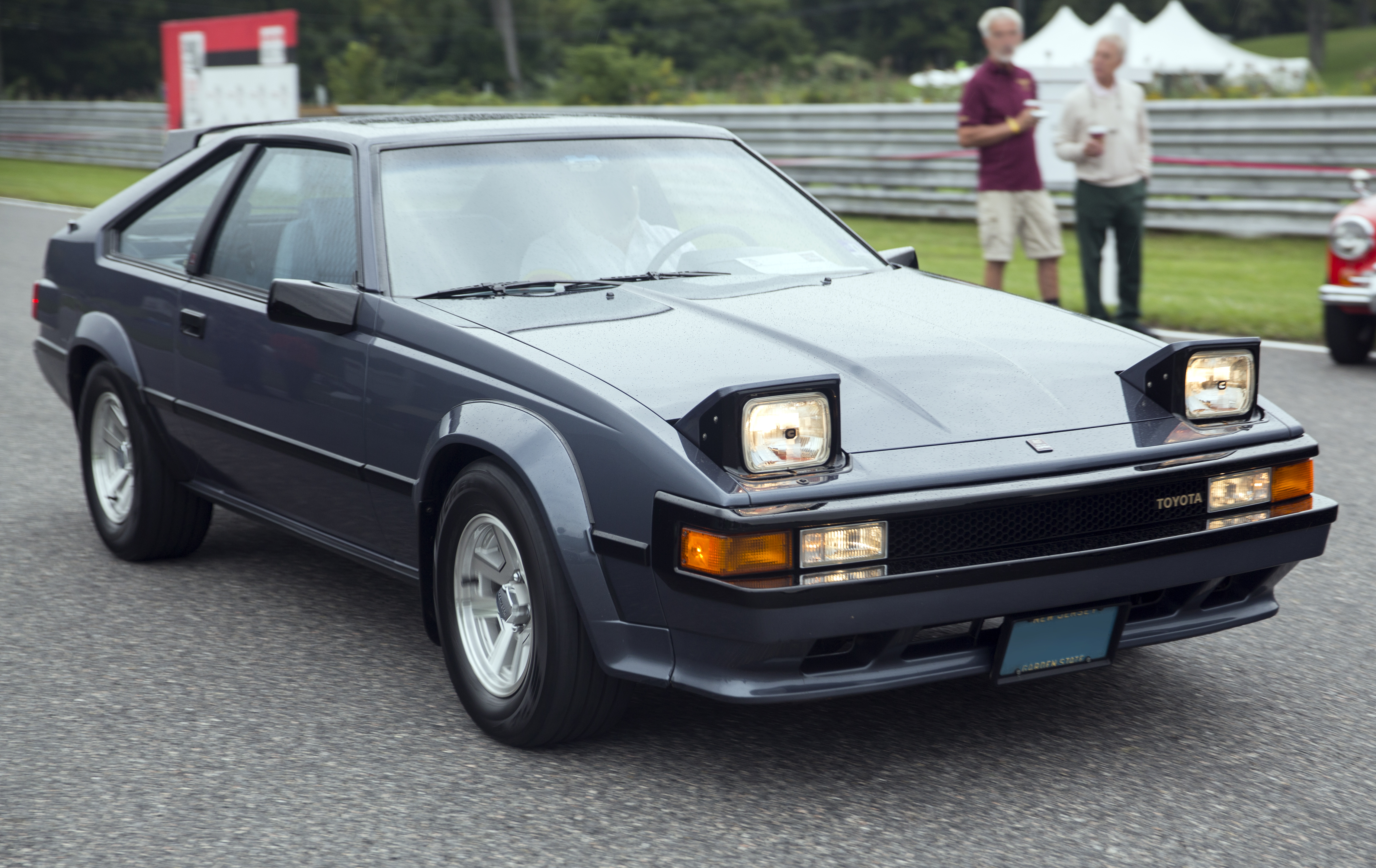
Toyota Celica Supra (1984)

V roce 1985 byla Supra znovu přepracována. Výkon byl nepatrně zvýšen a Celica Supra nyní dokázala zrychlit z 0 na 100 km/h za 8,4 sekundy. Změny exteriéru spočívaly v přepracované sluneční cloně a spoileru na zadním víku, který byl změněn z jednodílného na dvoudílný. Toyota přidala do standardní výbavy systém ochrany proti krádeži a vnější zpětná zrcátka byla vybavena rozmrazovačem, který se aktivoval společně se zadním rozmrazovačem. Všechny Supry v tomto roce dostaly automaticky zhasínaná světla, která zahrnovala také systém automatického rozsvěcení a zhasínání při otevření dveří.
Rok 1985 měl být posledním rokem výroby modelu druhé generace, a vskutku v prosinci výroba skončila, ale zpoždění vývoje třetí generace vedlo k pokračujícímu doprodeji vozů druhé generace do roku 1986, s drobnými kosmetickými změnami a s přidáním nyní povinného třetího brzdového světla, a pouze v typu P.

## Třetí generace: Supra III (A70; 1986)
V únoru 1986 bylo s uvedením třetí generace Supry kompletně zpřetrhnuto pouto s modelem Celica; nyní se jednalo o dva zcela odlišné modely. Celica přešla na uspořádání s pohonem předních kol a použila platformu Toyota „T“ jenž využíval model Corona, zatímco Supra si ponechala uspořádání s pohonem zadních kol a byla prezentována jako sportovnější, luxusnější a exkluzivnější vůz na vrcholku nabídky Toyoty. Supra byla nyní mechanicky příbuzná s modelem Soarer.

### Technické specifikace
Motor byl modernizován na silnější řadový šestiválec o objemu 3,0 litru a výkonu 200 koní (149 kW) při 6 000 ot/min. Ačkoli byl vůz zpočátku k dispozici pouze s atmosférickým plněním, v modelovém roce 1987 byla přidána verze s turbodmychadlem. Oba motory použity v modelu A70 Supra byly těmi nejmodernějšími motory v nabídce Toyoty. 

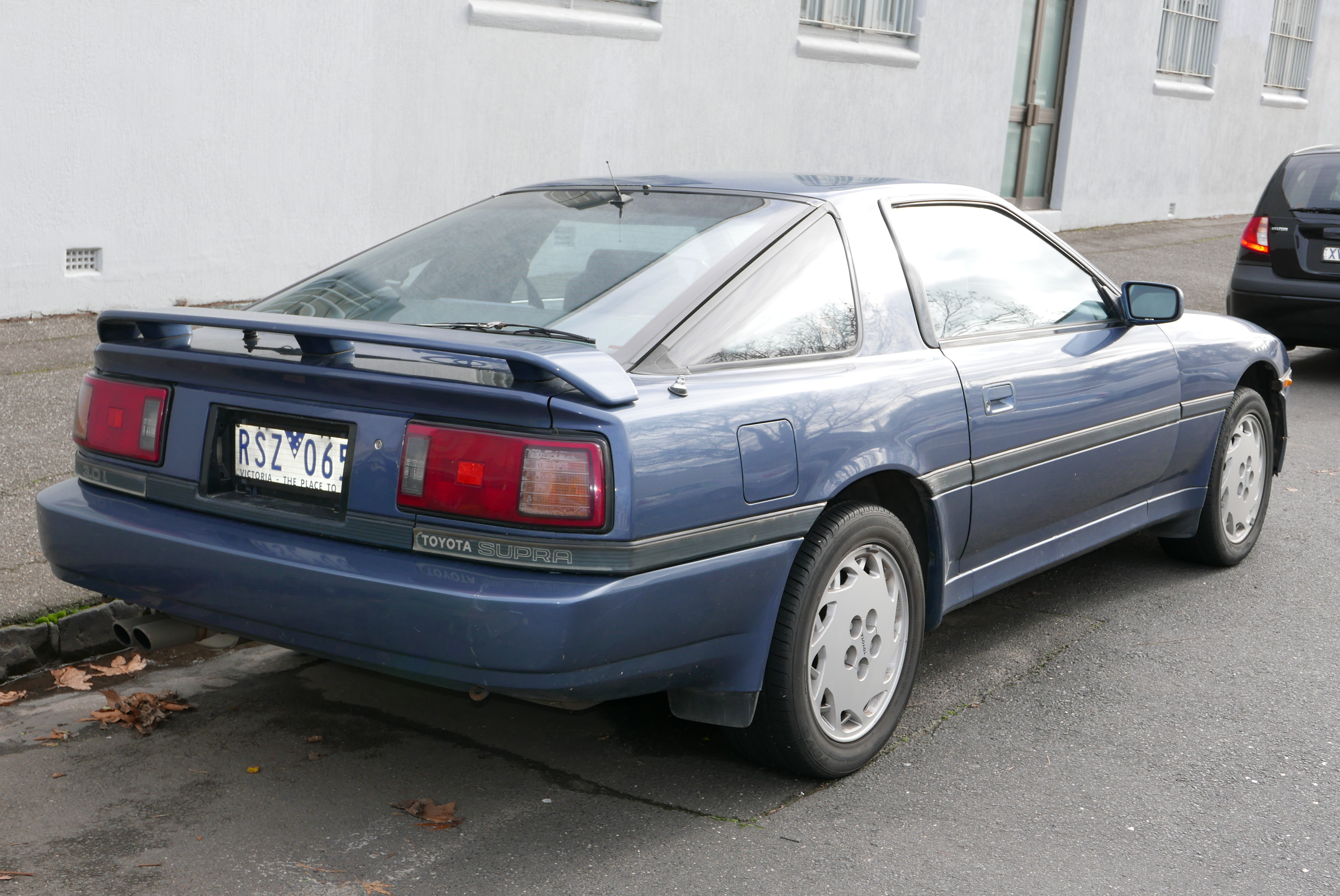
Toyota Supra třetí generace (1986, před faceliftem)

Motor s turbodmychadlem měl výkon 231 koní (172 kW) při 5 600 ot/min, v roce 1989 se výkon zvýšil na 232 koní. Model s atmosférickým plněním byl standardně dodáván s manuální převodovkou W58. Modely s přeplňovaným motorem měly manuální převodovku R154. Oba modely byly k dispozici s volitelnou čtyřstupňovou automatickou převodovkou A340E.
Třetí generace modelu Supra využívala ve své době spousty nových technologií. K dispozici byly volitelné prvky jako tříkanálové ABS a elektricky nastavitelné zavěšení, které řidiči umožňovalo vybírat mezi dvěma nastaveními, jež ovlivňovaly míru tlumičů; třetí se automaticky aktivovalo při prudkém sešlápnutí plynového pedálu, prudkém brzdění a manévrování ve vysokých rychlostech.

### Modernizace
Vůz prošel několika drobnými modernizacemi. V roce 1987 byla přidána verze s turbem, která měla standardně sportovní paket, jenž byl u atmosférického motoru za příplatek. Ten obsahoval samosvorný diferenciál, elektricky nastavitelné zavěšení a ostřikovače předních světel. V roce 1988 se změnil design zadního brzdného světla, vzhled čalounění sedadel a několik malých detailů v interiéru. 

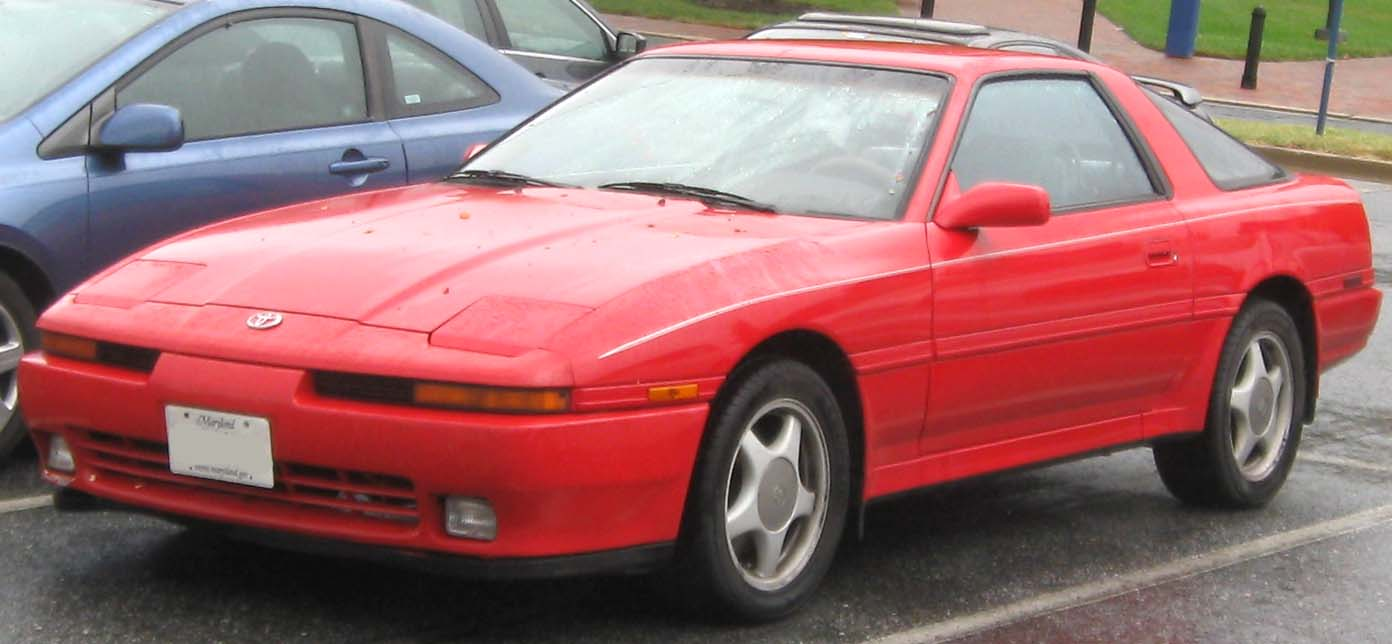
Toyota Supra třetí generace (1991, facelift)

V roce 1989 prošel vůz větším faceliftem, kdy se mírně změnil vzhled většiny částí exteriéru, o jeden kůň se navýšil výkon motoru a z vyztužení karoserie bylo odstraněno železo, jelikož se díky tomuto řešení vozy před faceliftem potýkaly s problémem koroze. Mírně se opět také změnil interiér, který byl znovu modernizován v roce 1990. V roce 1991 se změnil vzhled standardních kol, začalo se na přídi používat logo Toyoty namísto předchozího loga Supry a opět se mírně modernizoval interiér.

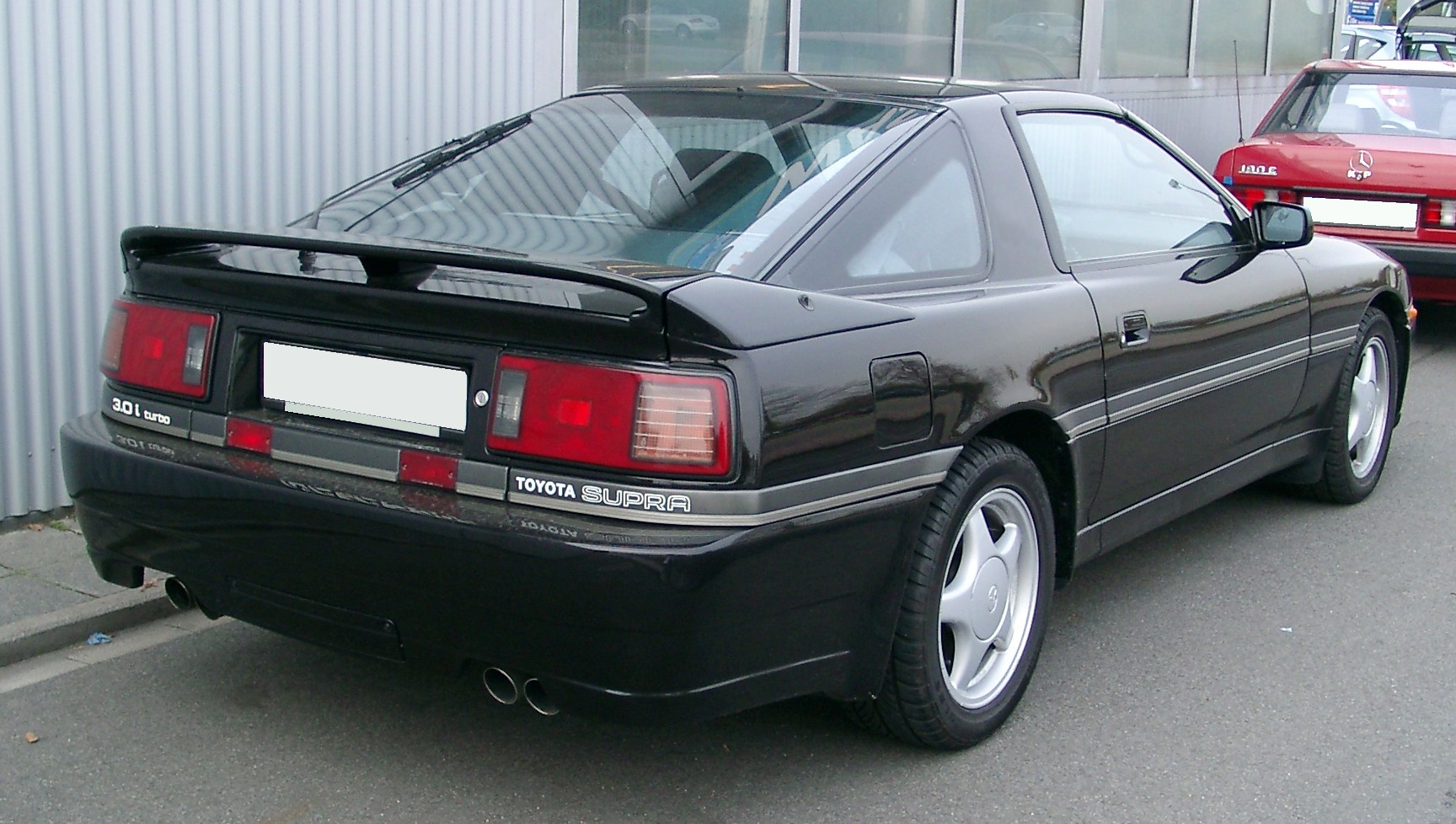
Toyota Supra Turbo (1990, facelift)

Všechny vozy pro japonský trh, kde se vůz dodával s různými verzemi motoru o objemu 2,0 litru, byly mírně užší, aby byly v souladu s rozměrovými předpisy japonské vlády a japonští zákazníci nemuseli platit větší daně za větší vůz.

## Čtvrtá generace: Supra IV (A80; 1993)
Vývoj čtvrté generace Supry byl zahájen již v únoru 1989. V polovině roku 1990 byl schválen konečný koncept z technického centra Toyota v Aiči, který byl koncem roku 1990 finalizován a schálen pro budoucí výrobu. Touto dobou byly taktéž vyrobeny první zkušební muly s karoserií třetí generace a v roce 1991 následovaly prvních prototypy čtvrté generace již se svou karoserií. Předsériová výroba byla zahájena v prosinci 1992, kdy bylo vyrobeno 20 kusů, a oficiální sériová výroba byla zahájena v květnu 1993. Čtvrtá generace modelu Supra opět sdílela platformu s luxusním kupé Soarer, které se v USA prodávalo jako Lexus SC, proti němu však byla o celých 340 mm kratší.

### Technické specifikace
U čtvrté generace kladla Toyota důraz na to, aby Supra byla ještě sportovnějším a výkonnějším vozem, než u třetí generace. Vůz měl dva nové motory: motor Toyota 2JZ-GE s atmosférickým plněním o výkonu 164 kW (220 koní) při 5 800 ot/min a točivém momentu 285 N⋅m při 4 800 ot/min a Toyota 2JZ-GTE s twin-turbem, který měl v Japonsku výkon 206 kW (276 koní) a točivý moment 431 N⋅m. U modelů určených pro export byl motor se dvěma turbodmychadly vylepšen a výkon se zvýšil na 239 kW (321 koní) při 5 600 ot/min a točivý moment 427 N⋅m při 4 000 ot/min (243 kW (326 koní) a 441 N⋅m pro evropské trhy). Supra dostala také novou šestistupňovou manuální převodovku Getrag/Toyota V160 pro vozy s turbodmychadlem, zatímco vozy s atmosférickým plněním byly vybaveny pětistupňovou manuální převodovkou W58, upravenou z předchozí generace. Každý vůz byl taktéž nabízen se čtyřstupňovou automatickou převodovkou s manuálním režimem řazení. 

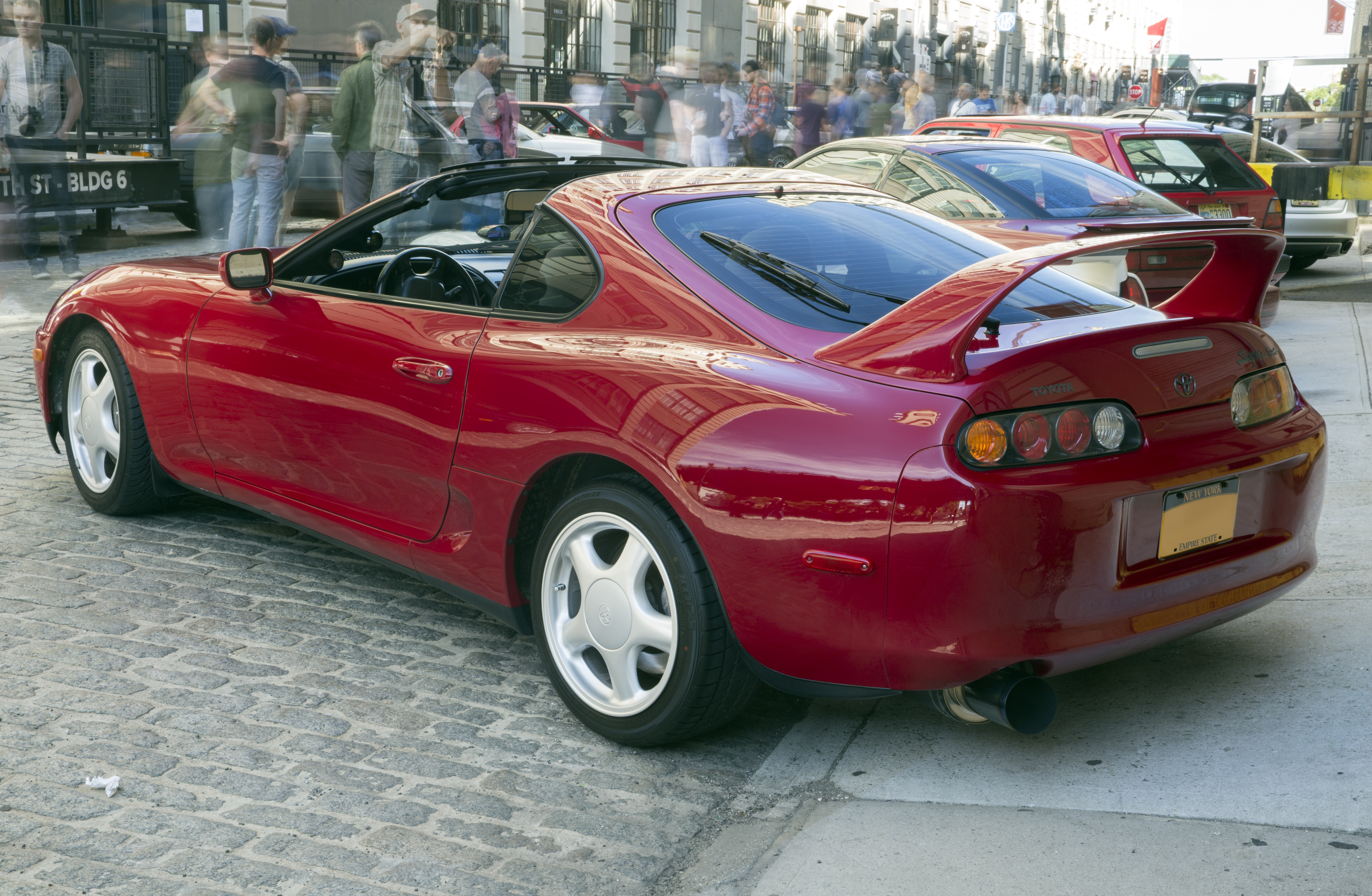
Toyota Supra čtvrté generace (1994, před faceliftem)

Všechny vozy byly osazeny pětipaprskovými koly z hliníkové slitiny, vozy s atmosférickým plněním měly 16palcová kola a vozy s turbodmychadlem 17palcová kola. Rozdíl ve velikosti kol byl kvůli větším brzdám, kterými byl na exportních trzích standardně vybaven model s turbodmychadlem (v Japonsku byly součástí příplatkové výbavy). Modely s turbem měly přední brzdové třmeny se 4 pístky a zadní s 2 pístky. Modely s atmosférickým plněním byly vybaveny předními dvoupístkovými a zadními jednopístkovými třmeny.

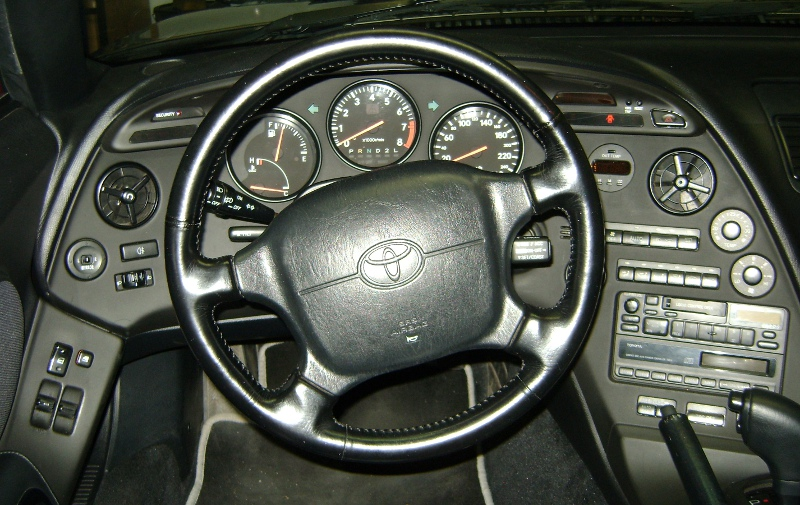
Toyota Supra čtvrté generace (interiér, před faceliftem)

Toyota učinila několik kroků ke snížení hmotnosti čtvrté generace. Kapota, volitelná targa střecha, přední příčný nosník, olejová a převodová vana a ramena zavěšení byly vyrobeny z hliníku. Přestože měl vůz více prvků přidávajících váhu, jako jsou dva airbagy, kontrola trakce, větší brzdy, kola, pneumatiky a přídavné turbodmychadlo, byl o 91 kg lehčí než jeho předchůdce. U verze s atmosférickým plněním bylo rozložení hmotnosti 51 % vpředu a 49 % vzadu. U přeplňované verze bylo rozložení hmotnosti 53 % vpředu a 47 % vzadu. Supra byla těžší než Mazda RX-7 a Honda NSX s celohliníkovou karoserií a vážila přibližně stejně jako Nissan 300ZX, ale byla lehčí než Mitsubishi GTO. Při svém uvedení na trh v roce 1993 byla Supra prvním vozem značky Toyota, který standardně obsahoval airbag spolujezdce (ale pouze na americkém trhu).

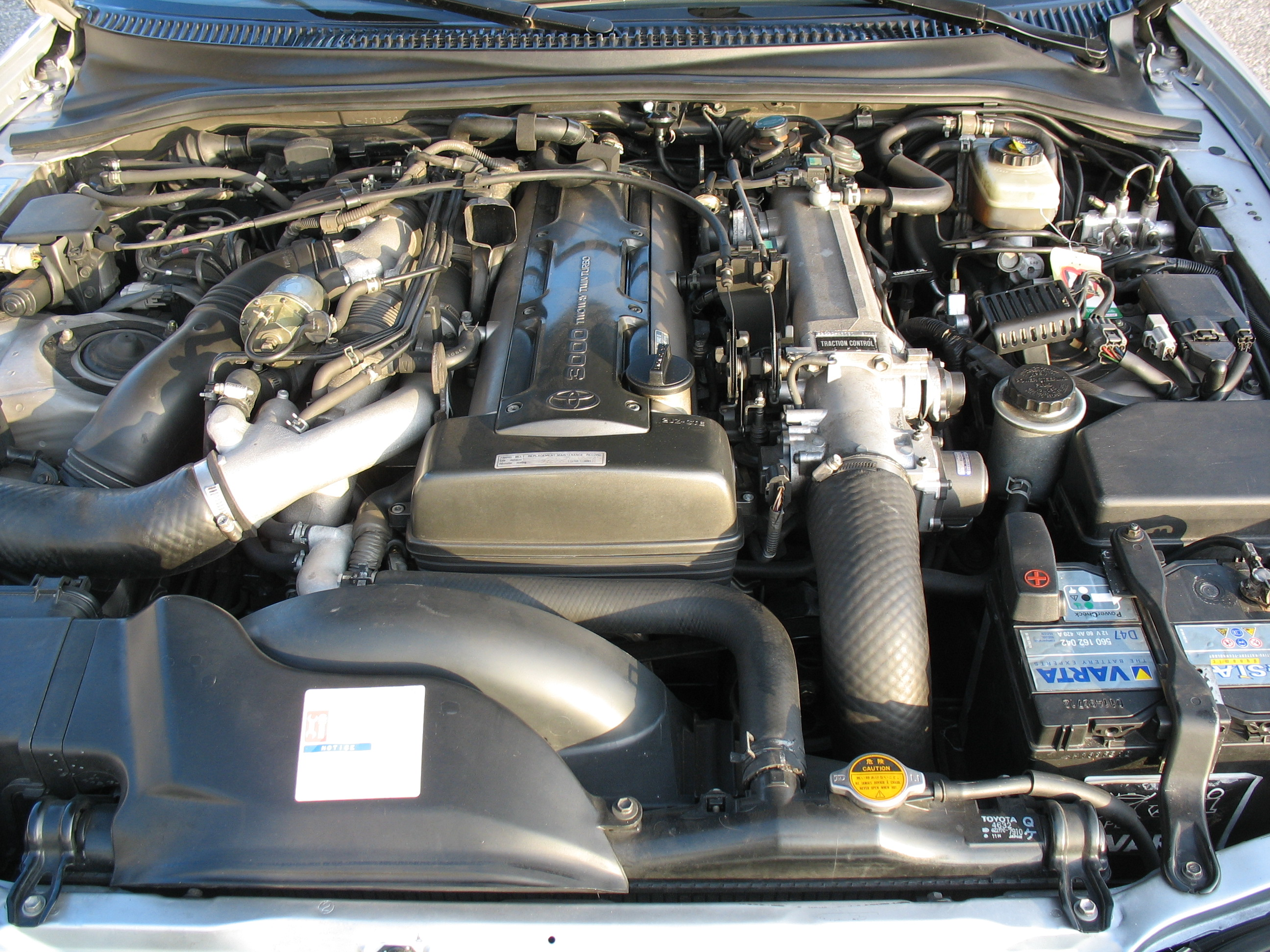
Toyota Supra čtvrté generace (motor)

Supra s twin-turbem dokáže zrychlit z 0 na 100 km/h za pouhých 4,6 sekundy. Testovaná maximální rychlost verze s turbodmychadlem je 257 km/h, ale na japonských trzích byla rychlost vozů elektronicky omezena na 180 km/h a na světových trzích na 250 km/h. Aerodynamický koeficient má hodnotu Cx=0,31 u vozů s atmosférickým plněním a 0,32 u vozů s turbodmychadlem (bez zadního spoileru). Vůz je také vybaven čtyřsenzorovým čtyřkanálovým systémem ABS s regulací odklonu, kdy je každý třmen snímán a brzdy jsou ovládány individuálně podle rychlosti, úhlu a sklonu blížící se zatáčky. Díky tomuto jedinečnému brzdovému systému inspirovanému Formulí 1 zvládla Supra Turbo zabrzdit z 113 na 0 km/h za 45 metrů, což byl nejlepší brzdný výkon ze všech sériových vozů testovaných v roce 1997 magazínem Car and Driver. Tento rekord byl překonán až v roce 2004 vozem Porsche Carrera GT, který to zvládl za 44 metrů.
Již v roce 1994 Toyota představila speciální limitovanou edici Supry pod názvem TRD3000GT, která byla inspirována závodním vozem BLITZ Racing Team Supra GT500 ze série All Japan Grand Touring Car Championship a upravena sportovní divizí Toyota Racing Development (TRD). Rozdíly oproti standardní Supře spočívaly především v sportovním bodykitu, jehož cílem byla lepší aerodynamika. Díky úpravám karoserie byl vůz vpředu širší o 60 mm a vzadu o 50 mm. To umožnilo namontovat širší kola, což zase zlepšilo jízdní vlastnosti vozu. Drobných úprav se dočkal také motor a zavěšení kol. Vůz byl vyroben pouze v 35 exemplářích, z nichž každý měl vlastní speciálně očíslovaný VIN štítek, který vůz oficiálně překlasifikoval na TRD3000GT, nikoliv na Toyotu Supra.

### Modernizace
Vůz prošel prvním faceliftem v roce 1996 (ale až pro vozy modelového roku 1997), kdy se změnily zadní světla, přední světlomety, přední maska, kola a drobné změny byly proveden v interiéru, například v designu rádia a volantu. Všechny vozy s turbodmychadlem byly nyní standardně montovány se zadním spoilerem. V roce 1997 (pro modelový rok 1998) vůz prošel další modernizací, kdy se v interiéru opět změnil volant a rádio, byly provedeny úpravy motoru, model s atmosférickým plněním dostal novější převodovku V161 (používaný verzí s twin-turbem) a u modelu s twin-turbem byla tato převodovka mírně upravena.

Koncem 90. let prodeje všech sportovních kupé v Severní Americe klesaly. Navíc silnější jen zvyšoval ceny na trzích mimo Japonsko. V roce 1996 byla Supra stažena z kanadského trhu a v roce 1998 z trhu v USA. Verze Turbo nebyla v některých státech USA včetně Kalifornie k dispozici již v roce 1998, jelikož nesplňovala emisní požadavky. Výroba a prodej v Japonsku pokračovala až do srpna 2002, kdy byla ukončena kvůli zpřísněným emisním normám.

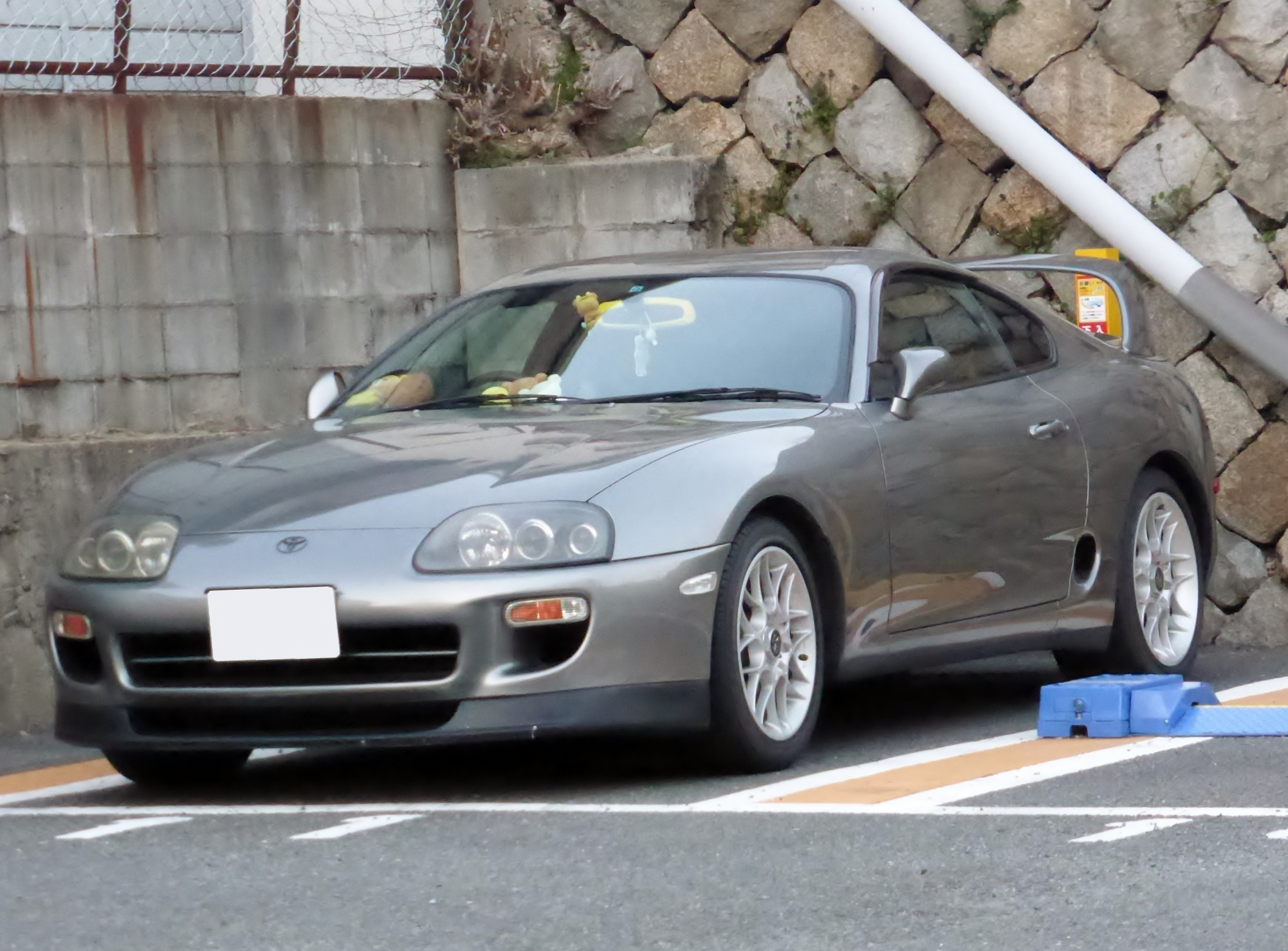
Toyota Supra čtvrté generace (1996, facelift)
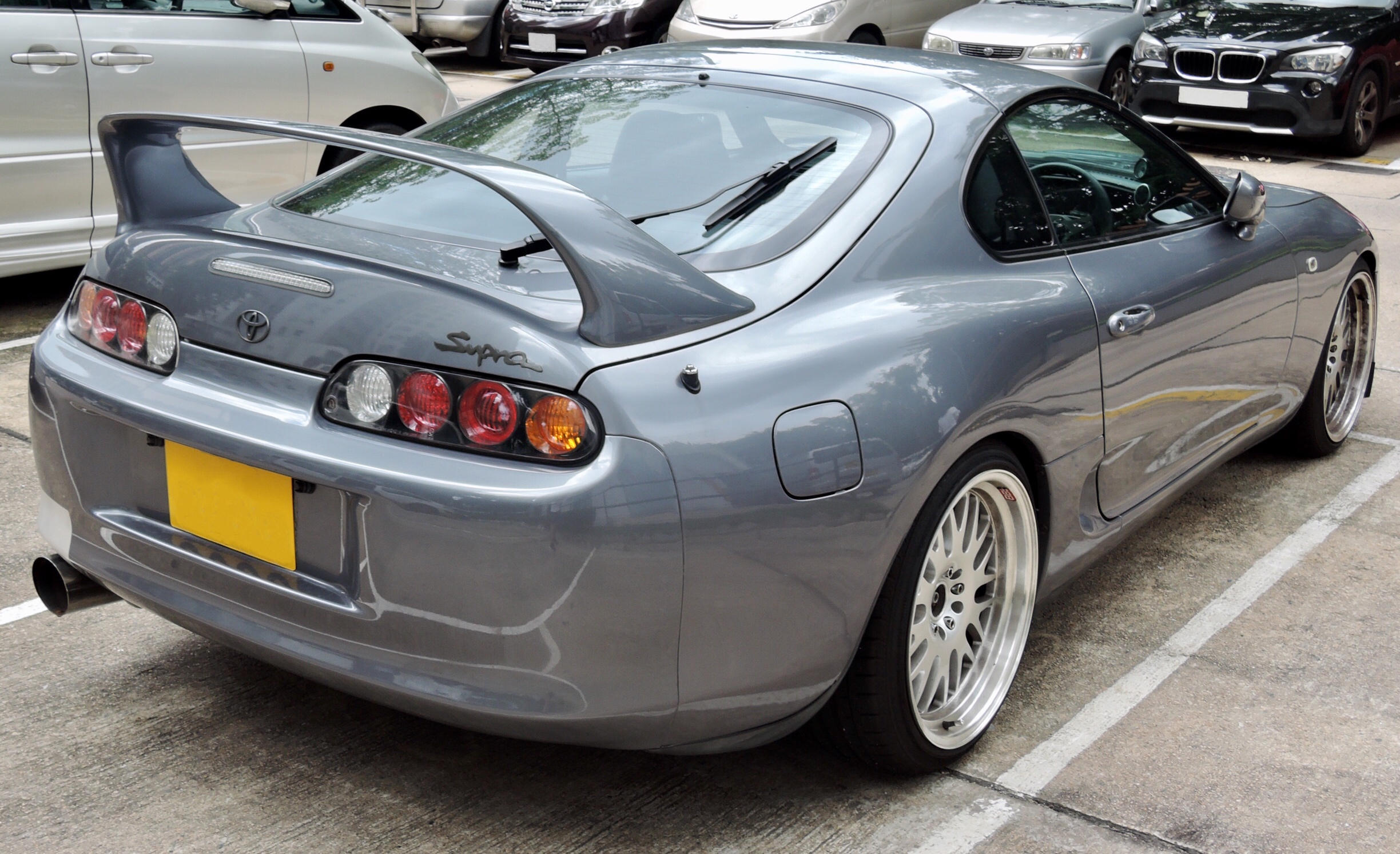
Toyota Supra čtvrté generace (1996, facelift)
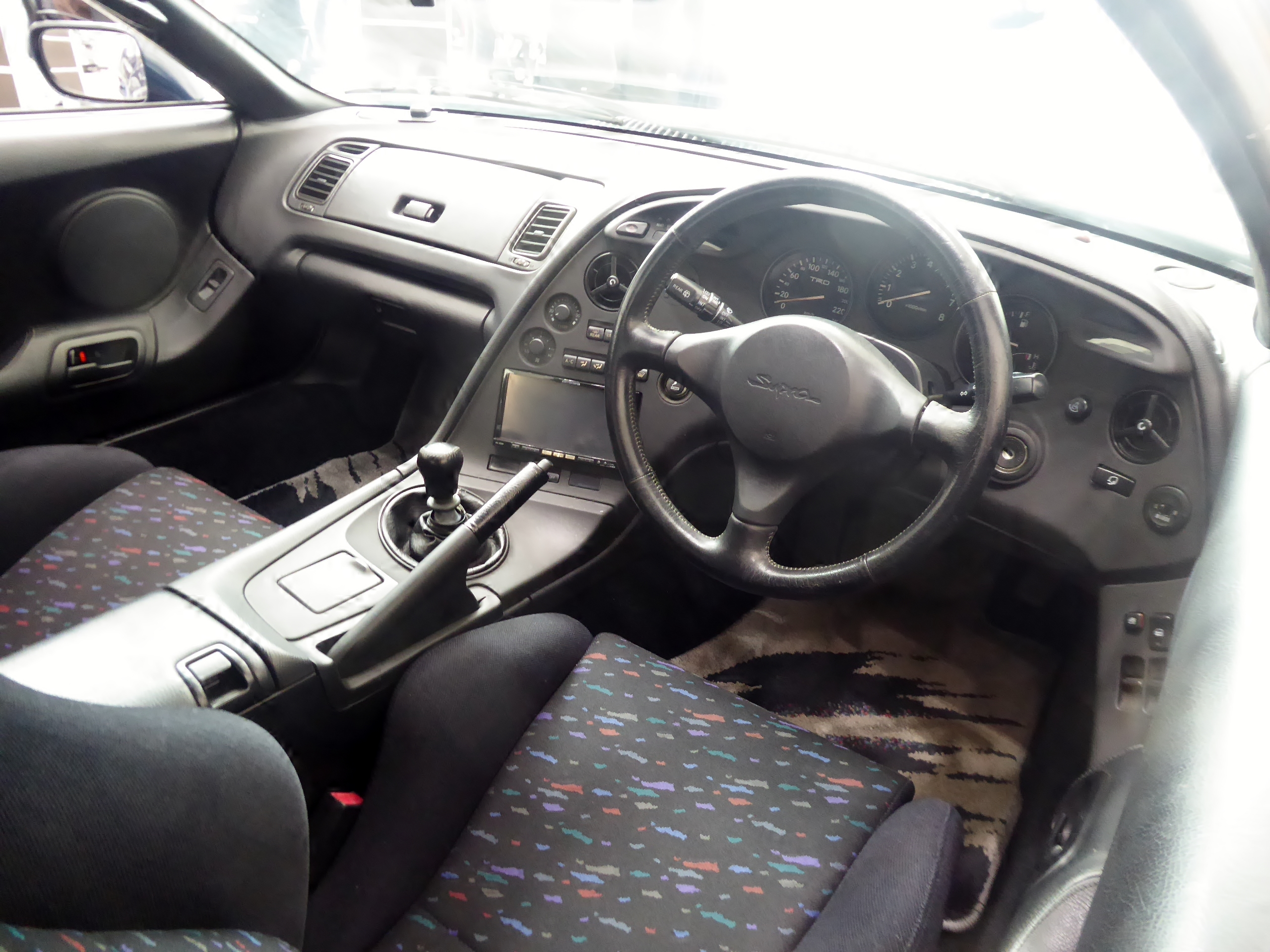
Toyota Supra čtvrté generace (interiér, 1996, facelift)

## Pátá generace: GR Supra (J29; 2019)
Toyota GR Supra (kód modelu J29/DB nebo A90/A91 pro marketingové účely) se vyrábí od roku 2019. Pátá generace Supry se prodává pod značkou sportovní divize Toyota Gazoo Racing, která ji vyvinula ve spolupráci s německou automobilkou BMW. Je přímým nástupcem čtvrté generace, jejíž výroba byla ukončena v roce 2002.

### Vývoj
Po ukončení výroby čtvrté generace v roce 2002 bez přímého nástupce se v následujících téměř dvaceti letech různě spekulovalo o obnovení modelu Supra. Poprvé v roce 2007, kdy Toyota na autosalonu North American International Auto Show v Detroitu ukázala koncept FT-HS, který měl podle magazínu Motor Trend inspirovat sériovou Supru, která by byla osazena 3,5 litrovým motorem V6 s hybridním pohonem generující výkon 400 koní. Toyota spekulace klidnila a tvrdila, že s nástupcem Supry nikam nespěchá a nejdříve počká, jak si povede menší sportovní vůz Toyota GT86. V roce 2010 si však jméno Supra zaregistrovala jako ochrannou známku, která ale zavazovala Toyotu použít jméno Supra v následujících třech letech, aby zůstala aktivní, což opět obnovilo spekulace o návratu Supry, která by stála nad modelem GT86. Tetsuya Tada, vedoucí konstruktér Toyoty GT86, v roce 2012 v Německu novinářům řekl: „Prezident (Akio Toyoda) mě požádal, abych co nejdříve vytvořil nástupce modelu Supra.“

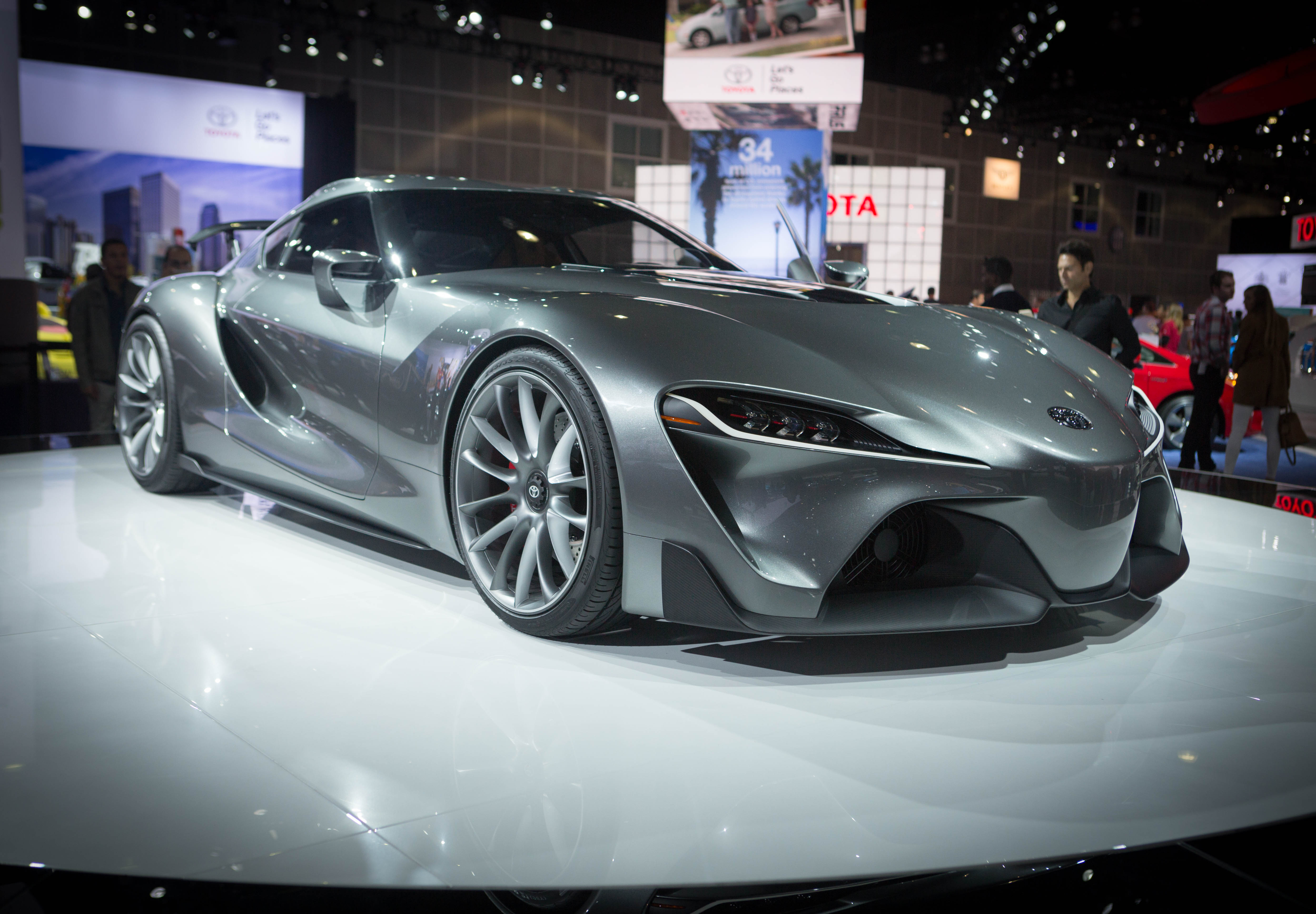
Koncept Toyota FT-1, který inspiroval Supru páté generace

Na konci roku 2013 se začalo spekulovat, že se nová Supra představí na autosalonu v Detroitu v lednu 2014. K tomu nedošlo, byl zde ale představen sportovní koncept FT-1. Toyota uvedla, že její nový koncepční vůz čerpá inspiraci z dřívějších sportovních vozů Toyota, jako jsou 2000GT, Supra, MR-2 a koncepční vůz FT-HS z roku 2007. Toyota neuvedla, zda bude FT-1 používat jméno Supra, nebo zda je vůbec určen k výrobě. Toyota nicméně uvedla, že pokud bude FT-1 schválen do výroby, lze očekávat, že cena každého kusu se bude pohybovat kolem 60 000 amerických dolarů. Jak se později při uvedení Supry na trh ukázalo, koncept FT-1 byl ovšem opravdu předzvěstí nové Supry.
V roce 2014 si Toyota znova zaregistrovala název Supra ve Spojených státech a v roce 2016 u Evropské unie. S novou generací Supry se nyní začalo počítat na rok 2018, spolu s později potvrzenými spekulacemi že vůz bude mít pohon zadních kol a na výběr ze čtyřválcového a šestiválcového motoru s turbem, které bude dodávat BMW. Později v roce 2016 se začalo spekulovat, opět přesně, že nová Supra bude kompletně vyvíjená spolu s BMW a že se bude vyrábět v závodě Magna Steyr nedaleko rakouského Štýrského Hradce po boku BMW Z4 (G29). Ačkoli jméno sportovního vozu nebylo dosud oficiálně potvrzeno, hlavní inženýr Toyoty Tetsuya Tada uvedl, že vůz pravděpodobně ponese označení Supra, a to vzhledem k historickému významu značky. O názvu se ale rozhodlo nakonec až ve velmi pozdní fázi vývoje.

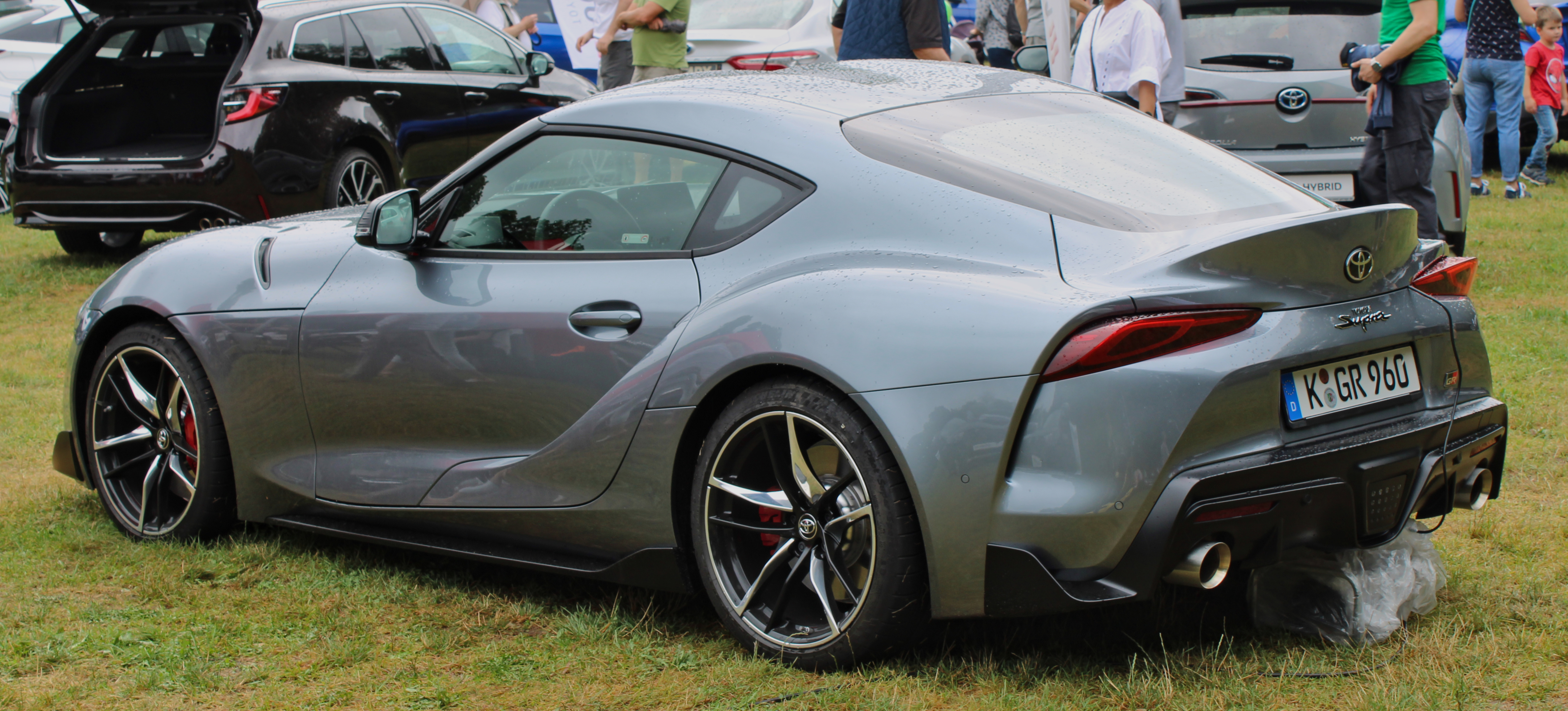
Toyota Supra páté generace

V červenci 2018 se na Festivalu rychlosti v Goodwoodu ukázala předprodukční verze modelu Supra s kamufláží. Oficiálně bylo potvrzeno, že vůz vznikl ve spolupráci Toyoty a BMW s novým BMW Z4, ale že Supra má být „mnohem sportovnější a více zaměřená na závodní dráhu“ než Z4. Kromě toho bylo uvedeno, že Supra bude mít rozložení hmotnosti mezi přední a zadní nápravou v poměru 50:50. Tetsuya Tada také prozradil, že Supra byla vyvinuta, aby konkurovala vozu Porsche Cayman S (982), podobně jako předchozí generace Supry soupeřila s Porsche 968.
Toyota chtěla před zahájením výroby vyvinout a zkonstruovat čistě sportovní vůz s pohonem zadních kol, který by konkuroval Porsche Cayman a byl by vhodný na okruhy i ulice, přičemž by se vyhnul cenám supersportovních vozů, zatímco BMW chtělo postavit roadster, což je přivedlo na myšlenku společně vyvinout zcela novou platformu, která by zvládla varianty kupé i kabriolet s velkou tuhostí karoserie a zvládnutím točivého momentu. Platforma přebírá několik prvků z vozů BMW M, které si Toyota i BMW pochvalovaly pro jejich vlastnosti, jako je konstrukce zavěšení či elektronický diferenciál, řešení, které zároveň snížilo náklady na vývoj vozu. Po společném vývoji platformy se Toyota a BMW pustily do vývoje zbytku obou vozů samostatně, jako je vývoj šasi, design exteriéru a interiéru a vyladění hnacího ústrojí i zavěšení.

### Představení a začátek prodeje
Pátá generace modelu Supra byla představena na lednovém North American International Auto Show 2019 v Detroitu po 17leté přestávce od posledního prodeje předchozí generace. Představil ji generální ředitel Toyoty Akio Toyoda, který uvedl, že Supra byla vyladěna a vyvinuta na základě rozsáhlého testování na Nürburgringu a že je silně inspirována legendárním modelem 2000GT. Představení modelu Supra se zúčastnil také dvojnásobný šampion Formule 1 a jezdec týmu Toyota Gazoo Racing Fernando Alonso. Evropská premiéra proběhla na mezinárodním autosalonu v Ženevě 2019.

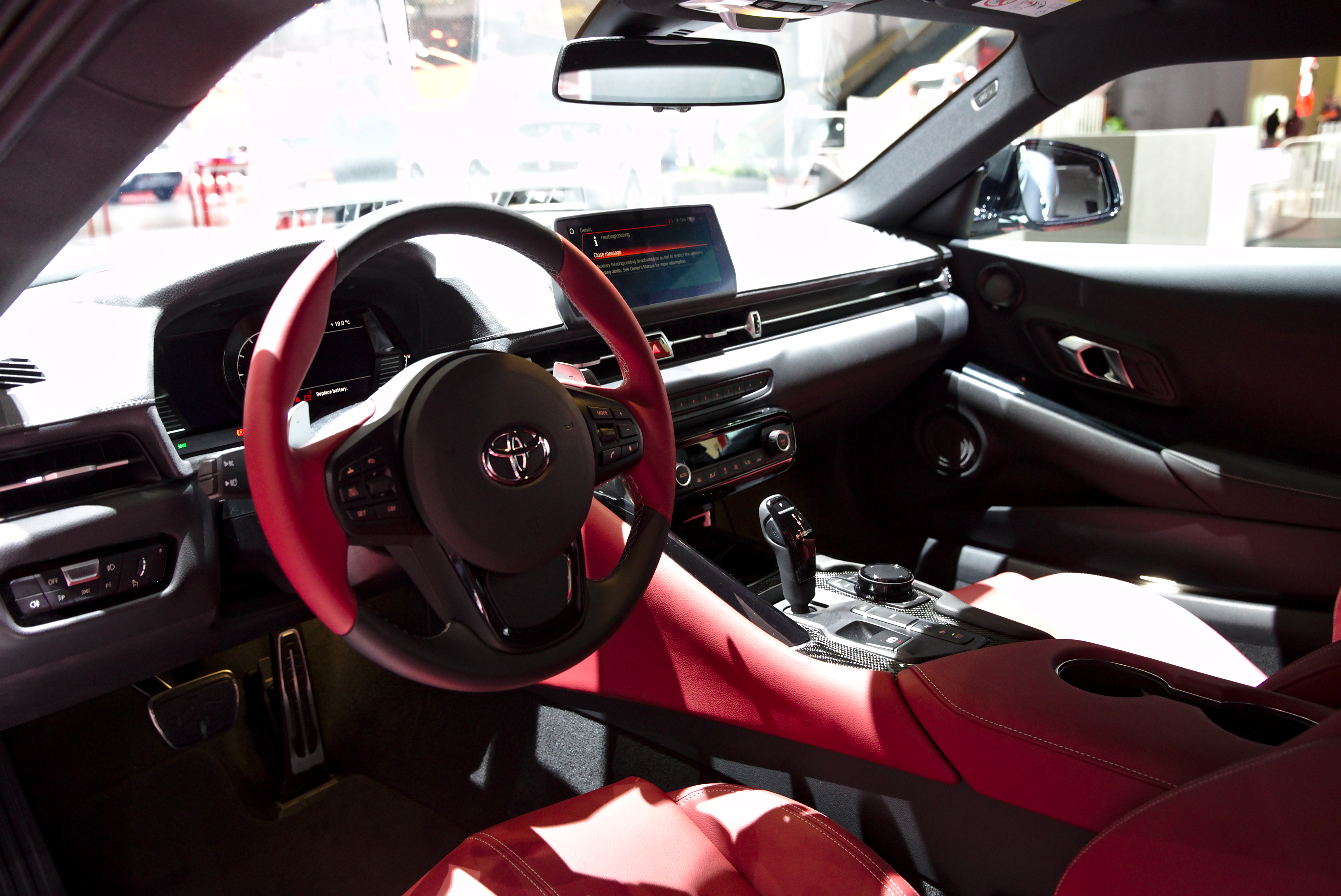
Toyota Supra páté generace (interiér)

První vyrobený exemplář byl v lednu 2019 vydražen v aukci Barrett-Jackson za 2,1 milionu amerických dolarů. Dražený vůz má ojedinělou matně šedou barvu exteriéru, která se u standardní Supry nenabízí, dále červený interiér, černá metalická pětipaprsková kola, červená boční zrcátka, podpis generálního ředitele Toyoty Akia Toyody na palubní desce a VIN 20201.
Supra se v Japonsku začala prodávat 17. května 2019. Ve Spojených státech byl prodej zahájen 22. července 2019 se základní cenou 49 990 amerických dolarů za čtyřválcovou verzi. Na českém trhu byl prodej zahájen pouze s šestiválcem za 1 800 000 Kč, později byla na český trh uvedena i čtyřválcová verze, v roce 2024 prodávaná od 1 300 000 Kč.

### Technické specifikace
Supra je poháněna dvěma motory od BMW: přeplňovaným řadovým čtyřválcem B48 o objemu 2,0 litru nebo přeplňovaným řadovým šestiválcem B58 o objemu 3,0 litru. Motor 2,0 l byl zpočátku nabízen v Japonsku, vybraných asijských zemích a Evropě; Spojené státy jej dostaly v roce 2020 pro modelový rok 2021. Motor o objemu 2,0 litru má výkon 145–190 kW (194–255 koní) v rozmezí 4 500–6 500 otáček za minutu nebo 5 000–6 500 ot/min a točivý moment 320-400 N⋅m v rozmezí 1 450–4 200 ot/min nebo 1 550-4 400 ot/min, zatímco motor o objemu 3,0 litru má výkon 250–285 kW (335–382 koní) v rozmezí 5 000–6 500 ot/min nebo 5 800-6 500 ot/min a točivý moment 495–500 N⋅m v rozmezí 1 600–4 500 ot/min nebo 1 800–5 000 ot/min. Vůz s motorem o objemu 2,0 litru dokáže zrychlit z 0 na 100 km/h za 5,2-6,5 sekundy, zatímco vůz s motorem o objemu 3,0 litru dokáže zrychlit z 0 na 100 km/h za 3,9-4,1 sekundy, což je o 0,7-0,5 sekundy rychleji než přeplňovaná varianta přechozí generace, a má elektronicky omezenou maximální rychlost 249 km/h.

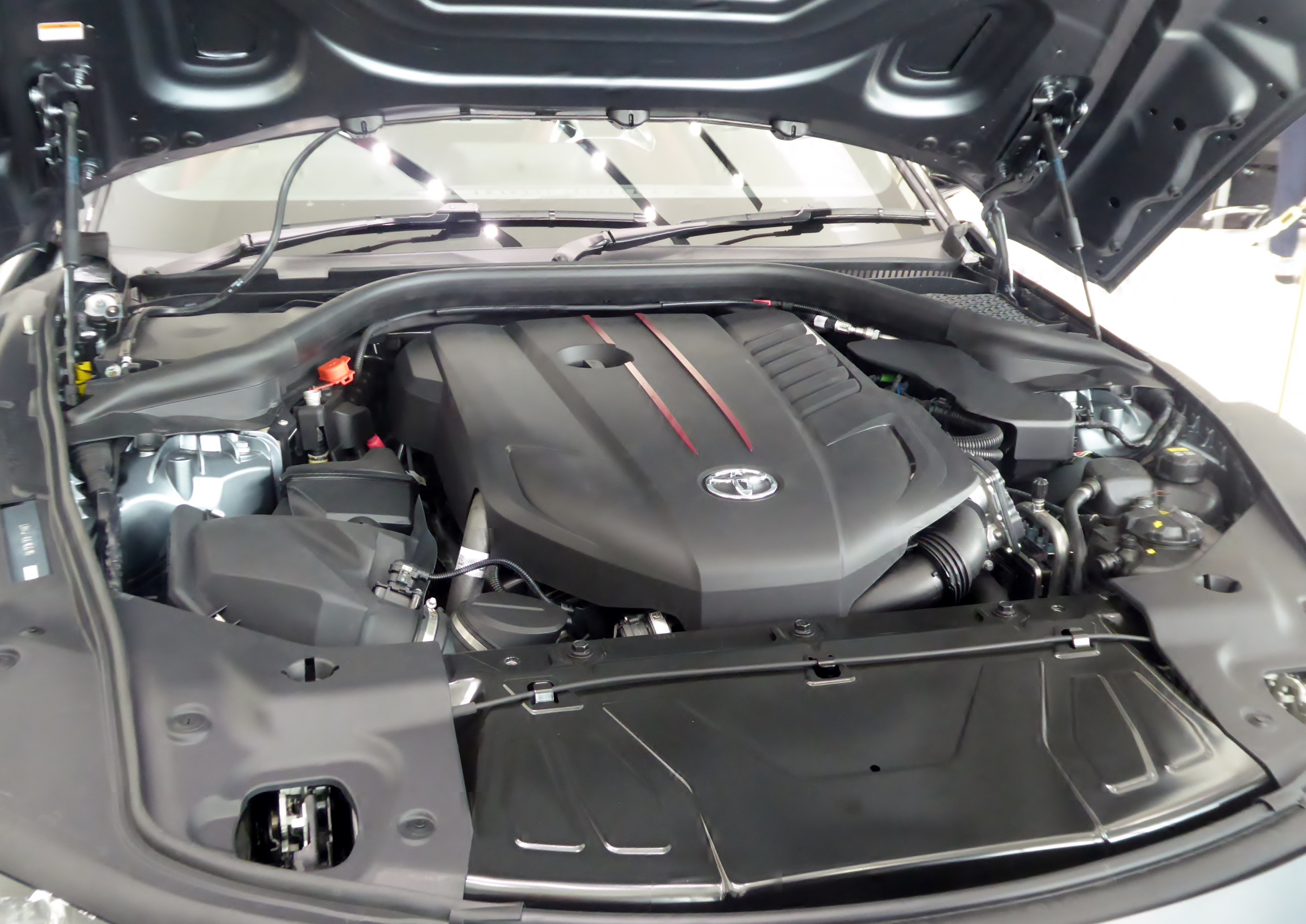
Třílitrový řadový šestiválec BMW B58B30C

Výkon je na zadní kola přenášen prostřednictvím osmistupňové automatické převodovky ZF 8HP, která byla Toyotou kompletně překalibrována a která do převodovky pro Supru přidala i svůj software. Toyota původně zvažovala, že nové Supře dá dvouspojkovou automatickou převodovku, ale nakonec se rozhodla pro převodovku ZF 8HP kvůli její plynulosti, spolehlivosti a úspoře hmotnosti. Manuální převodovka původně nebyla nabízena, protože automatická převodovka s měničem točivého momentu měla rychlejší řazení, zvládala velký točivý moment a Toyota také chtěla Supru odlišit od modelu GT86. Specializovaná šestistupňová manuální převodovka ZF S6-53 byla do nabídky uvedena v roce 2022 pro modelový rok 2023 pouze pro šestiválcový motor. Stejně jako automatická převodovka byla manuální převodovka vyrobena z kombinace dílů ZF a speciálních dílů Toyota a oproti automatu dostala funkci vyrovnávání otáček a kratší převodový poměr.
Test provedený magazínem Car and Driver v prosinci 2019 zaznamenal zrychlení modelu s třílitrovým motorem z 0 na 100 km/h za 3,7 sekundy, což je o 0,3 s rychleji, než uvádí výrobce. Později otestovali i dvoulitrový motor, jenž měl v testu zrychlení 4,7 sekundy, o více než 0,5 s rychlejší než je uváděno Toyotou. Další testování dále ukázalo, že Toyota výrazně podhodnotila výkon obou verzí motoru o objemu 3,0 litru, a to nejméně o 5 až 8 procent. Třílitrový vůz pro trh v USA měl udávaný výkon 250 kW (335 koní) a točivý moment 495 N⋅m, nicméně při testování na dynamometru měla Supra modelového roku 2020 výkon 257 kW (345 koní) a točivý moment 555 N⋅m. Vzhledem k tomu, že výkon na klikovém hřídeli motoru je standardizovaný výpočet, který výrobci používají pro udávání výkonu motoru, a protože dynamometr měří tyto výkony na kolech, jsou tyto hodnoty u moderních výkonných vozů obvykle o 5-8 % vyšší na klikovém hřídeli, pokud se zohlední ztráty na hnacím ústrojí. Testy magazínu Car and Driver proto odhalily, že Supra dosahuje přinejmenším o 22 kW (30 koní) vyššího výkonu a o 54 N⋅m vyššího točivého momentu na klikovém hřídeli, než uvádí Toyota. Pozdější motor 3.0l tedy pravděpodobně dosahuje výkonu přes 306 kW (410 koní) a točivého momentu přes 624 N⋅m.